# John Halliday
John Halliday (14 de septiembre de 1880 - 17 de octubre de 1947) fue un actor teatral y cinematográfico estadounidense, especializado en la interpretación de elegantes aristócratas y extranjeros. 

## Biografía
Nacido en  Brooklyn, Nueva York, en 1880, Halliday, entonces un ingeniero civil, emigró a Nevada e hizo fortuna, que después perdió, buscando pepitas de oro. 
A pesar de su origen neoyorquino, en sus actuaciones utilizaba a menudo el acento británico. Como actor teatral hizo su debut en el circuito de Broadway en 1912 en la obra de Cecil Raleigh y Henry Hamilton The Whip. A partir de entonces se hizo una figura familiar en Broadway, especialmente actuando en sofisticadas comedias como The Circle (William Somerset Maugham, 1921), Sour Grapes (Vincent Lawrence, 1926), Jealousy (Louis Verneuil, 1928) y Rain from Heaven (Samuel Nathaniel Behrman, 1934).
También fue conocido por sus papeles cinematográficos donde actuó al lado de las grandes divas hollywoodenses de la época, como Dolores del Río en Ave del paraíso (1932) o Marlene Dietrich. Así, fue uno de los primeros actores en el drama Millie, y en el film de 1939 Intermezzo. Sin embargo, su papel cinematográfico más conocido fue el "Seth Lord", el padre de Tracy Lord (Katharine Hepburn) en la adaptación de la obra de Philip Barry The Philadelphia Story (1940). Al año siguiente interpretó su último papel, en el film Lydia (1941).
John Halliday falleció a causa de una enfermedad cardiaca en 1947 en Honolulu, Hawái.